# أوستر أيجليت ترينر
أوستر أيجليت ترينر (بالإنجليزية: Auster Aiglet Trainer) طائرة تدريب بريطانية بأربعة مقاعدة وبمحرك واحد من صنع شركة أوستر للطائرات، حلقت لأول مرة عام 1951 صنع منها ما يقارب 77 نموذج.